# Max Ernst Wichura
Max Ernst Wichura (* 27. Januar 1817 in Neisse; † 24./25. Februar 1866 in Berlin) war ein schlesisch-preußischer Jurist, Regierungsrat und botanischer Reisender.

## Leben und Wirken
Der Sohn des Kreisgerichtsrat besuchte das Friedrichs-Gymnasium in Breslau, wo Direktor Friedrich Wimmer sein Interesse für Biologie weckte.
Er studierte 1836–39 Jura in Breslau und Bonn, war 1851–1857 Stadtrichter in Breslau, wechselte dann in die Verwaltung und wurde 1859 zum Regierungsrat in Breslau ernannt.
Er unternahm mehrere botanische Reisen, so im Sommer 1846 nach Ustron in Oesterreichisch-Schlesien und im Sommer 1856 mit Wallenberg aus Breslau und Erik Carl Johan Cederstraehle aus Uppsala einen größeren Ausflug nach Lappland. In den Alpen und Karpathen unternahm er Kryptogamenstudien. Auf Vorschlag der Akademie der Wissenschaften begleitete er, zusammen mit dem Zoologen Eduard von Martens, dem Gärtner Otto Schottmüller († 1. Dezember 1865 in Berlin), Stabsarzt Carl Friedel (1833–1885) und Ferdinand von Richthofen, ab Herbst 1859 die preußische Expedition auf der Thetis als Botaniker nach Ostasien. Sie besuchten Madeira, Rio de Janeiro, Singapur, Manila und verschiedene Küsten des chinesischen und japanischen Reiches. Nach seiner Rückkehr im Sommer 1863 erhielt er Ende 1865 Urlaub, um seine Pflanzensammlung in Berlin zu bearbeiten. Er erlag dabei einer Kohlenmonoxidvergiftung.

## Ehrungen
Die Halbimmergrüne Kletterrose Rosa wichuraiana, die er aus Japan mitbrachte, ist nach ihm benannt; mit ihr züchtete René Barbier (Rosenzüchter) viele wertvolle Sorten. Nach ihm benannt ist auch die Pflanzengattung Wichuraea M.Roem. aus der Familie der Amarylidaceae.

## Veröffentlichungen
- Die Bastardbefruchtung im Pflanzenreich erläutert an den Bastarden der Weiden; 1865